# 전야
《전야》는 2021년에 개봉한 대한민국의 영화이다.

## 캐스팅
- 서한결 : 정우 역
- 홍아름 : 한나 역
- 박윤 : 은채 역
- 김정운 : 마현 역
- 박선임 : 세영 역
- 지혜인 : 혜진 역
- 김명수 : 쿠로야마 역
- 이시후 : 만호 역
- 주재후 : 철진 역
- 신용훈 : 최 팀장 역
- 정용현 : 신지 역
- 유하복 : 태창 역
- 미석 : 상필 역